# Eriogonum longifolium
Eriogonum longifolium är en slideväxtart som beskrevs av Thomas Nuttall. Eriogonum longifolium ingår i släktet Eriogonum och familjen slideväxter.

## Underarter
Arten delas in i följande underarter:
- E. l. gnaphalifolium
- E. l. harperi